# Ціклаґ
31°23′ пн. ш. 34°41′ сх. д. / 31.39° пн. ш. 34.68° сх. д.
Ціклаґ, Секелаг (івр. צִקְלַג) — біблійне місто в Юдейському царстві в пустелі Негев. Це було провінційне містечко у філістимському царства Ґат у часи правління царя Ахіша. Його точне місце розташування не визначене.

## В Біблії
Місто знаходилося на півдні наділу коліна Юди, потім перейшло коліну Симеона. За часів Саула він перебував під владою філістимлян. Їхній цар Ахіш (Анхус) віддав місто у тимчасове володіння Давиду, коли той рятувався від переслідувань царя Саула. Під час відсутності Давида і його воїнів амалекітяни спалили місто, а дружин і дітей зробили своїми бранцями. Давид переслідував їх, розбив їхнє військо і повернув назад полонених. Тут Давид отримав звістку про смерть Саула.